# El reloj (álbum)
El Reloj es el nombre del primer álbum de estudio de la banda de Hard Rock argentina El Reloj, editado en 1975 por RCA Vik.
El disco fue grabado en los Estudios RCA de Buenos Aires, entre mayo y junio de 1975; la ilustración de la tapa fue hecha por el baterista Juan Espósito.
Las diversas ediciones en CD incluyen el simple "El Mandato / Vuelve el Día a Reinar" como bonus tracks.

## Lista de canciones
1. Obertura (El Reloj) / El Viejo Serafín (Willy Gardi) 8:22
2. Más Fuerte que el Hombre (Willy Gardi) 3:10
3. Hijo del Sol y la Tierra (Willy Gardi) 5:56
4. Alguien Más en Quién Confiar (Willy Gardi) 5:25
5. Blues del Atardecer (Willy Gardi - Eduardo Frezza) 8:55
6. Haciendo Blues y Jazz (Willy Gardi - Eduardo Frezza) 4:12

## Músicos
- Fernando "Willy" Gardi: guitarra líder, voz
- Osvaldo Zabala: guitarra
- Eduardo Frezza: bajo, voz líder
- Luis Valenti: teclados, voz
- Juan "Locomotora" Espósito: batería, congas, percusión, arte de tapa